# Lauritz Melchior
Lauritz Melchior, właśc. Lebrecht Hommel (ur. 20 marca 1890 w  Kopenhadze, zm. 19 marca 1973 w Santa Monica w Kalifornii) – duński śpiewak operowy, tenor.

## Życiorys
Odbył studia u Paula Banga w szkole przy królewskim teatrze operowym w Kopenhadze. W 1913 roku zadebiutował na scenie barytonową rolą Silvia w Pajacach Ruggera Leoncavalla. Po dalszych studiach wokalnych u Vilhelma Herolda zaczął występować jako tenor, po raz pierwszy w 1918 roku w tytułowej roli w Tannhäuserze Richarda Wagnera. W 1921 roku wyjechał do Londynu, gdzie doskonalił swój warsztat wokalny u Victora Beigla i Ernsta Grenzebacha, później był uczniem Anny von Mildenburg w Monachium. W 1924 roku rolą Zygmunda w Walkirii debiutował na deskach londyńskiego Covent Garden Theatre, w tym samym roku wystąpił na festiwalu w Bayreuth jako Zygfryd. Gościnnie występował w Hamburgu, Berlinie, Wiedniu, Paryżu, Barcelonie, a także w Ameryce Południowej i Australii. Od 1926 do 1950 roku związany był z nowojorską Metropolitan Opera. Osiadł w Stanach Zjednoczonych i w 1947 roku otrzymał amerykańskie obywatelstwo. Poza rolami operowymi występował też jako śpiewak koncertujący i aktor w teatrach na Broadwayu, grał także w filmach.
Zasłynął przede wszystkim jako tenor bohaterski specjalizujący się w rolach wagnerowskich. Ponad 200 razy kreował rolę Tristana w Tristanie i Izoldzie, dokonał też trzykrotnego kompletnego nagrania fonograficznego tej opery. Występował też jako Florestan w Fideliu Ludwiga van Beethovena i Otello w Otellu Giuseppe Verdiego.
Odznaczony został Orderem Danebroga w stopniu komandora oraz Medalem „Ingenio et arti”.